# Puntas de Kebarah
Utensilio lítico de pequeño tamaño (microlito) típico de la cultura Kebariense. Fue determinado en 1968 por los arqueólogogos L. Copeland y J, Waechter, en las excavaciones del abrigo rocoso de Bergy (Líbano). Se trata de hojitas de borde abatido por medio de retoques abruptos y una trucadura oblicua en la base.
- Brézillon, Michel N. (1971). La dénominatión des objets de pierre taillée. París: Editions du CNRS. página 418.

- Datos: Q6093145